# Kripan
Kripan (en castellà i oficial: Cripán) és un municipi d'Àlaba, de la Quadrilla de Laguardia-Rioja Alabesa. La població se situa al vessant meridional de la Serralada de Cantàbria, que separa a la Rioja Alabesa de la resta d'Àlaba. És un dels pobles més alts de la Rioja Alabesa, ja que se situa a 690 metres d'altitud. El compon un únic nucli de població. Llimita al nord amb Bernedo, al sud amb Lanciego, a l'est amb el municipi navarrès de Lapoblación i a l'oest amb els termes de Laguardia i Elvillar. La capital de la comarca, Laguardia, està 11 km en adreça sud-oest. La capital provincial, Vitòria se situa a 45 km. La ciutat de Logronyo, capital de La Rioja està a 17 km. El poble més proper és Lanciego a 3,5 km.

## Economia i societat
Kripan és un municipi eminentment rural. La major part de la població viu de l'agricultura. Es conreen cereals, hortalisses i una mica de patata. El cultiu de la vinya ocupa solament el 30% de l'àrea conreada en el municipi i no està tan estès com en les zones més baixes de la comarca. En el municipi hi ha dos cellers que fabriquen vi dintre de la denominació d'origen Rioja. És un dels pocs municipis de la comarca amb presència significativa ramadera, especialment ovina. La resta de la població treballa en els serveis i en la indústria, desplaçant-se als municipis propers. En Kripan hi ha alguns comerços bàsics. La població de Kripan ha sofert una evolució oscil·lant al llarg del segle xx. En 1900 tenia 300 habitants i des de fa uns 20 anys ronda els 200 habitants.
L'actual alcalde és Gonzalo Marañón Orive del PNB. A les eleccions al Parlament Basc de 2005 la candidatura més votada va ser la coalició nacionalista basca PNB-EA amb el 71% dels vots, seguida del PP amb un 21%.

## Història
Les restes arqueològiques que es troben en els voltants testifiquen una presència humana antiga en el terme de Kripan. Es creu que una calçada romana travessava la Serra de Cantàbria pel port de Bernedo cap a Elvillar travessant l'actual Kripan, i per això no es descarta un origen romà d'aquesta població. En l'edat mitjana el seu nom apareix en el Cartulari de San Millán. Abans de la seva denominació actual va ser Quirpán i fins i tot en alguna ocasió Quiripán. Es desconeix l'origen i significat del nom del poble. Kripan fou un llogaret de Laguardia fins que en 1669 va ser nomenada vila pel rei Carles II d'Espanya.

## Patrimoni
- Jaciment arqueològic de la cova de Los Husos. Va ser descobert en 1965. Té una de les estratigrafies amb ceràmica més completes d'Àlaba. Les restes van de l'època neolítica fins a l'edat del bronze.
- Dolmen de los Planos.
- Església de Sant Joan Baptista: construïda en els segles xvii i xviii.
- Església de Santa Maria: queda una portada romànica del segle xii i una torre quadrada.